# NGC 7335
NGC 7335 é uma galáxia espiral (S0-a) localizada na direcção da constelação de Pegasus. Possui uma declinação de +34° 26' 54" e uma ascensão recta de 22 horas, 37 minutos e 19,5 segundos.
A galáxia NGC 7335 foi descoberta em 13 de Setembro de 1784 por William Herschel.